# Baltic Cup 1969
Der Baltic Cup 1969 war die 23. Austragung des Turniers der Baltischen Länder, dem Baltic Cup. Das Turnier für Fußballnationalteams fand zwischen dem 12. und 14. September 1969 in Estland statt. Ausgetragen wurden die Spiele in Tallinn. Die Estnische Fußballnationalmannschaft gewann ihren 5. Titel.

## Gesamtübersicht
Tabelle nach Zwei-Punkte-Regel.
| Pl. | Verein         | Sp. | S | U | N | Tore    | Diff. | Punkte |
| --- | -------------- | --- | - | - | - | ------- | ----- | ------ |
| 1.  | Estnische SSR  | 2   | 2 | 0 | 0 | 007:100 | +6    | 04     |
| 2.  | Lettische SSR  | 2   | 1 | 0 | 1 | 002:300 | −1    | 02     |
| 3.  | Litauische SSR | 2   | 0 | 0 | 2 | 002:700 | −5    | 0      |

|                          |   |                |     |
| 12. Juli 1969 in Tallinn |   |                |     |
| Estnische SSR            | – | Lettische SSR  | 2:0 |
| 13. Juli 1969 in Tallinn |   |                |     |
| Lettische SSR            | – | Litauische SSR | 2:1 |
| 14. Juli 1969 in Tallinn |   |                |     |
| Estnische SSR            | – | Litauische SSR | 5:1 |